# Elachista gleichenella
Elachista gleichenella is een vlinder uit de familie grasmineermotten (Elachistidae). 
De spanwijdte van de vlinder bedraagt tussen de 8 tot 9 millimeter. 
De soort komt voor in een groot deel van Europa. De soort is in België zeer zeldzaam en niet bekend in Nederland.

## Waardplanten
Elachista gleichenella gebruikt diverse grassen met name uit de geslachten Carex en Luzula als waardplant. 